# 27217 Mattieharrington
27217 Mattieharrington este o planetă minoră (asteroid), cu un diametru de 6,723 km, din centura de asteroizi. A fost descoperită pe 14 februarie 1999 la Stația Anderson Mesa de Lowell Observatory Near-Earth-Object Search. 
Obiectul prezintă o orbită caracterizată de o semiaxă mare de 3,007953 UAi, o excentricitate de 0,08, o înclinație de 1,93863 ° în raport cu ecliptica.